# おめこ祭り
おめこ祭り（おめこまつり）とは、毎年11月第2土曜日とその翌日にかけて、顕本法華宗の寺院である茨城県神栖市の恵日山長照寺にて行われる祭事。正式名称は「日蓮聖人御会式（おえしき）」。

## 名前の由来
日蓮の命日に夜と昼の2回にわたり開かれた、法華経を読み題目を唱える法要として、古くは「御命日講」（ごめいにちこう）と呼称。これが「おめいこう」を経て「おめこ」に転訛したものと見られ、関西地方における女性器の俗称とは字面が同じだけで関連性は無い。

## 歴史
恵日山長照寺が建立した1747年（延享4年）に始まる。なお、同寺は江戸の幕府旗本であった初代太田宗助が新田開発（太田新田）を祈願して、当時廃寺の瀬戸際にあった上総国長柄郡国府村（現・千葉県長柄町）の古寺を移転させる形で建立。
最盛期には、千葉県から御命日講にアクセスするための臨時のシャトル便の蒸気船が運航された他、映画館も2棟立てられ、その賑わいは県下屈指の規模を誇ったという。
その後は低迷を経て、2003年に現住職が広島県から赴任、2006年より住職や地元有志の尽力が叶い「おめこ祭り」の再興が成った。現在では地元特産品の生産効率と販売促進を目的に、メロン早食い大会やピーマンつかみ取り大会なども行われている。